# Luis II de Vendôme
Luis de Borbón-Vendôme (París, 1 de octubre de 1612- Aix-en-Provence, 12 de agosto de 1669) fue hijo de César de Vendôme y de Francisca de Lorena, nieto de Enrique IV de Francia, y titular de la Casa de Borbón-Vendôme. Fue virrey de Cataluña (1649-1651) bajo el mandato de Luis XIV, rey de Francia y conde de Barcelona.

## Biografía
Era hijo de César de Borbón, Duque de Vendôme, Étampes y Beaufort, y de Francisca de Lorena, hija de Felipe Manuel, duque de Mercœur y María de Luxemburgo, duquesa de Penthièvre y princesa de Martigues. Su padre era un hijo ilegítimo de Enrique IV de Francia con Gabriela de Estrées.
Siguió en compañía de su hermano el duque de Beaufort y el rey Luis XIII, durante el viaje que realizaron en 1630 a Saboya. Sirvió entonces como voluntario hasta 1640 y fue herido gravemente en el Asedio de Arrás en ese año. Permaneció unido al rey durante la  Fronda. 
Levantó un regimiento de caballería en 1649, en el Virreinato de Cataluña y comandó el ejército de Provenza en 1652, obtuvo el gobierno de esa provincia en 1653 y el comando del ejército de Lombardía en 1656.
Después de la muerte de su esposa en 1657, se enamora de Lucrecia de Forbin-Soliès, apodada la Belle du Canet, viuda de Enrique de Rascas, señor de Canet, primer cónsul de Aix-en-Provence. Construyó en Aix-en-Provence, el Pabellón de Vendôme, para albergar su amor, y quiso casarse con ella, pero, bajo la presión de la corte que no desea verlo casarse de nuevo, entra en las órdenes religiosas.
Luego es creado cardenal en el Consistorio del 7 de marzo de 1667 por el papa Alejandro VII. Recibió su birreta roja de cardenal y diácono de Santa María en Pórtico, el 18 de julio de 1667. Participó en el Cónclave de 1667 que eligió al papa Clemente IX. El Cardenal de Vendôme fue designado legado a látere de Francia y realizó el bautismo del delfín de Francia, hijo de Luis XIV, el 16 de enero de 1668.

### Matrimonio e hijos
El 4 de febrero de 1651 contrajo matrimonio con Laura Mancini, sobrina del Cardenal Mazarino. 
De esta unión nacieron tres hijos:
- Luis José de Borbón (1654-1712), Duque de Vendôme y Mariscal de Francia.
- Felipe de Borbón (1655-1727), Gran Prior de la Orden de Malta.
- Julio César de Borbón (1657-1660), muerto en la infancia.

## Fallecimiento
Murió en Aix-en-Provence, el 12 de agosto de 1669 y fue enterrado en Vendôme. La noticia de su muerte llegó a Roma hasta el 22 de agosto de ese mismo año. A su muerte, sus hijos fueron criados por su cuñada, María Ana Mancini, esposa de Godofredo Mauricio de La Tour de Auvernia, ninguno de los cuales dejó descendientes.